# Olympiska sommarspelen 1996
Olympiska sommarspelen 1996 var de tjugotredje moderna olympiska sommarspelen. De arrangerades i Atlanta i USA och sågs på plats av drygt 8 miljoner åskådare.
Under spelet inträffade ett terroristdåd, bombattentatet i Centennial Olympic Park.

## Anläggningar
Tävlingarna under OS i Atlanta hölls i olika arenor. Ett antal låg inne i den olympiska ringen, en tre mil bred cirkel i centrala Atlanta. Andra låg i Stone Mountain, ungefär 3 mil utanför staden. Andra grenar, som fotboll, hölls i städer i sydöstra USA.

### I den olympiska ringen

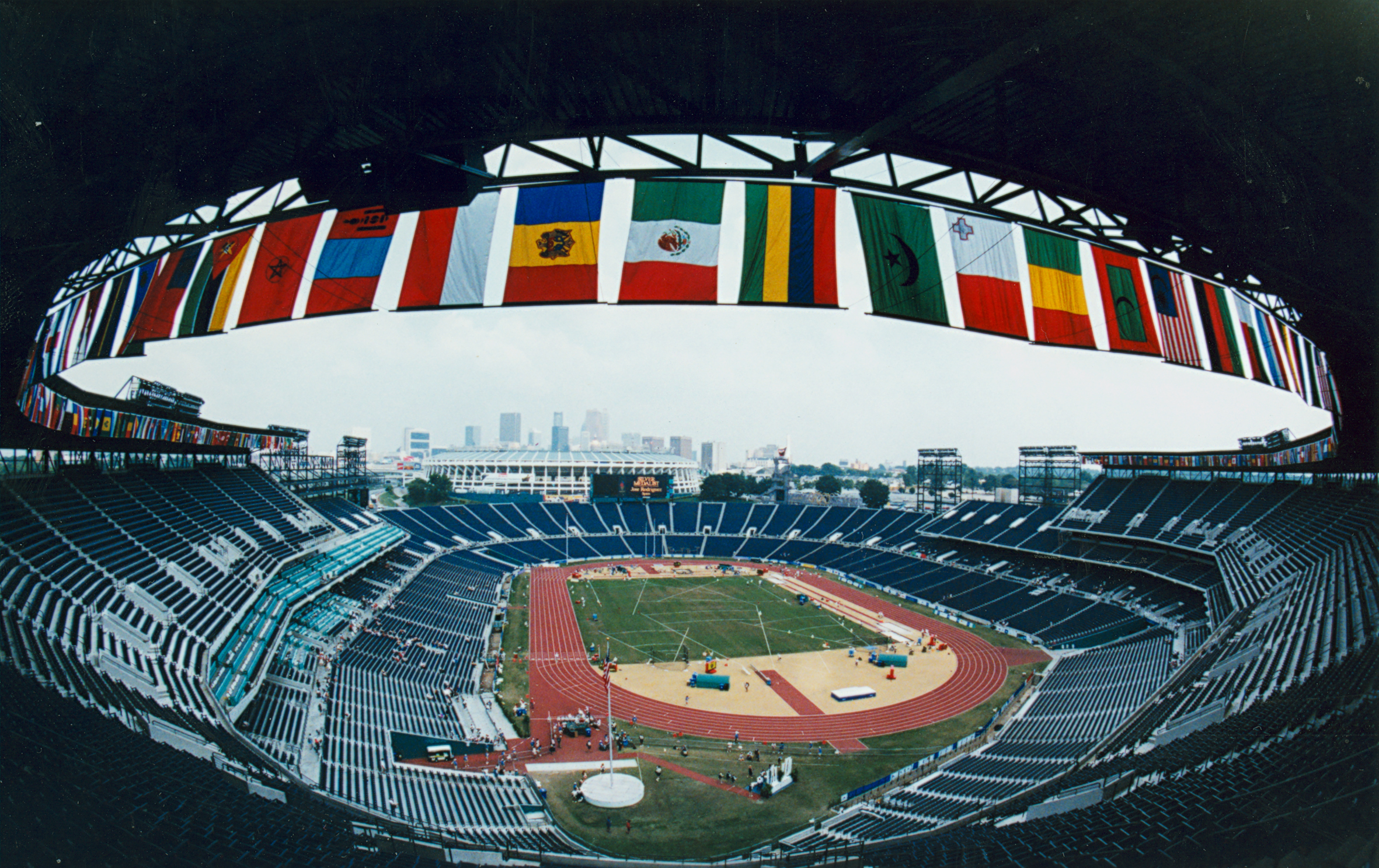
Centennial Olympic Stadium

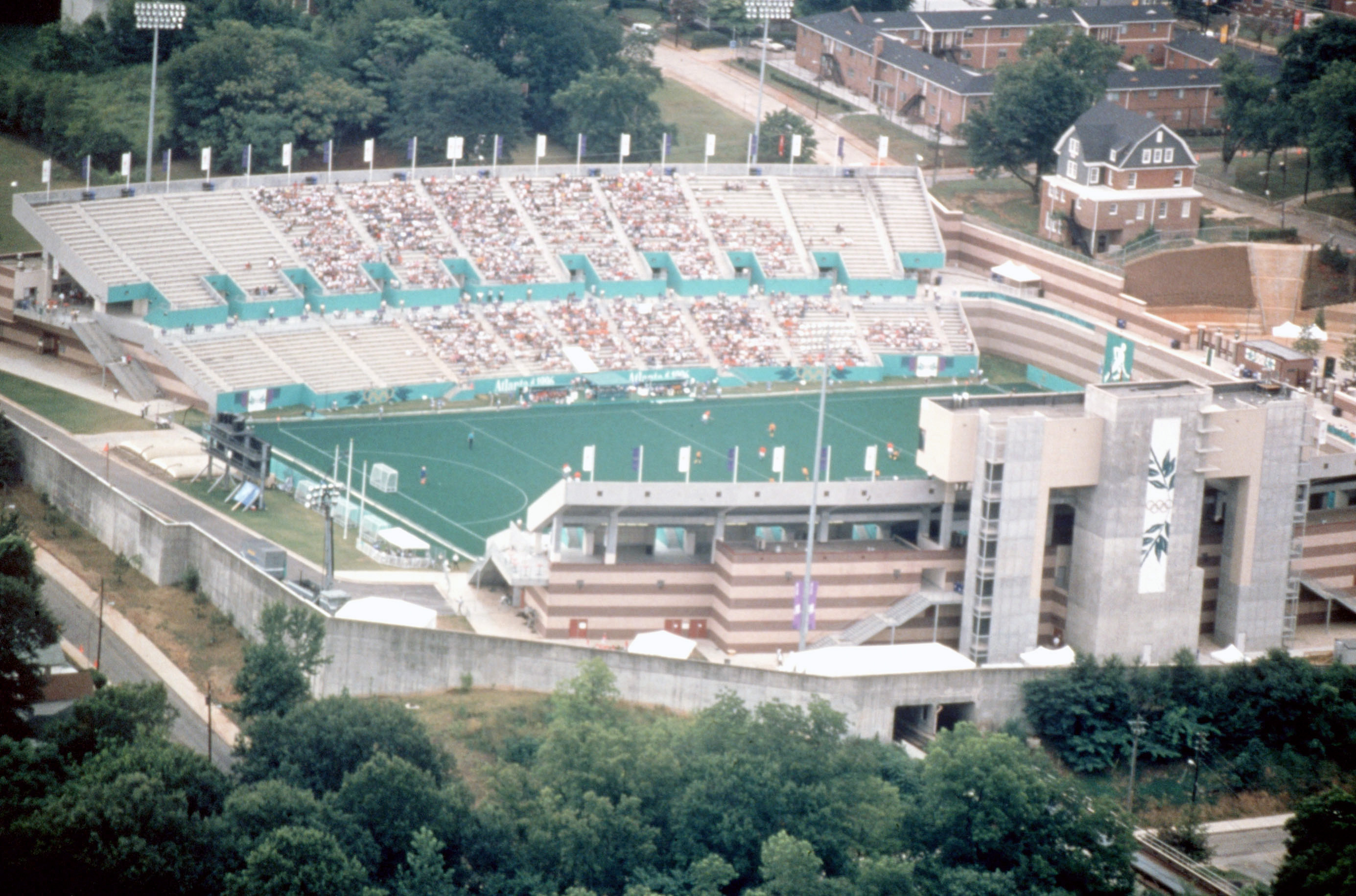
The Morris Brown College Stadium.

- Centennial Olympic Stadium (Turner Field, basebollarena och hemmaplan för Atlanta Braves från 1997 till 2016) - Öppnings/avslutningsceremonierna, Friidrott
- Georgia Dome - Basket, Artistisk Gymnastik, Handboll
- Georgia Tech Aquatic Center - Simning, Simhopp, Konstsim, Vattenpolo
- Atlanta-Fulton County Stadium - Baseball
- Georgia World Congress Center - Fäktning, Handboll, Judo, Bordtennis, Tyngdlyftning, Brottning
- Omni Coliseum - Volleyboll
- Clark Atlanta University Stadium - Landhockey
- Morris Brown College Stadium - Landhockey
- Georgia State University Sports Arena - Badminton
- Forbes Arena (Morehouse College) - Basket
- Alexander Memorial Coliseum – Boxning

### Övriga Atlanta
- Stone Mountain Tennis Center (vid Stone Mountain, Georgia) - Tennis
- Stone Mountain Park Archery Center - Bågskytte
- Stone Mountain Park Velodrome - Cykling-Bancykling
- Atlanta Beach (Jonesboro, Georgia) - Beachvolleyboll
- Wolf Creek Shooting Complex - Shooting
- Georgia International Horse Park (Conyers, Georgia) - Ridning, Cykling-Mountain Bike
- Lake Lanier (Nära Gainesville, Georgia) - Ross, Kanot/kajak (Sprint)

### Andra arenor
- Sanford Stadium (Athens, Georgia) - Fotboll
- Stegeman Coliseum (Athens, Georgia) - Volleyboll, Rytmisk gymnastik
- Savannah River (vid Savannah, Georgia) - Segling
- Ocoee River (Polk County, Tennessee) - Kanot/kajak (slalom)
- Golden Park (Columbus, Georgia) – Softboll
- Legion Field (Birmingham, Alabama) – Fotboll
- RFK Stadium (Washington, D.C.) - Fotboll
- Citrus Bowl (Orlando, Florida) - Fotboll
- Miami Orange Bowl (Miami, Florida) - Fotboll

Direkt efter spelen revs ett flertal arenor och gav plats för bland annat parkeringshus.

## Medaljfördelning
| Plac. | Land       | Guld | Silver | Brons | Totalt antal medaljer |
| ----- | ---------- | ---- | ------ | ----- | --------------------- |
| 1     | USA        | 44   | 32     | 25    | 101                   |
| 2     | Ryssland   | 26   | 21     | 16    | 63                    |
| 3     | Tyskland   | 20   | 18     | 27    | 65                    |
| 4     | Kina       | 16   | 22     | 12    | 50                    |
| 5     | Frankrike  | 15   | 7      | 15    | 37                    |
| 6     | Italien    | 13   | 10     | 12    | 35                    |
| 7     | Australien | 9    | 9      | 23    | 41                    |
| 8     | Kuba       | 9    | 8      | 8     | 25                    |
| 9     | Ukraina    | 9    | 2      | 12    | 23                    |
| 10    | Sydkorea   | 7    | 15     | 5     | 27                    |

Se även: Vinnare av medaljer i olympiska sommarspelen 1996

## Sporter
| - Badminton - Baseboll - Basket - Bordtennis - Boxning - Brottning - Bågskytte - Cykling - Fotboll - Friidrott - Fäktning | - Gymnastik - Handboll - Judo - Kanot/kajak - Konstsim - Landhockey - Modern femkamp - Ridsport - Rodd - Segling | - Simhopp - Simning - Skytte - Softboll - Tennis - Tyngdlyftning - Vattenpolo - Volleyboll |

## Deltagande nationer
Totalt deltog 197 länder i spelen 1996. Armenien, Azerbajdzjan, Burundi, Dominica, Georgien, Guinea-Bissau, Kap Verde, Kazakstan, Kirgizistan, Komorerna, Makedonien, Moldavien, Nauru, Palestina, Saint Kitts och Nevis, Saint Lucia, São Tomé och Príncipe, Slovakien, Tadzjikistan, Tjeckien, Turkmenistan, Ukraina, Uzbekistan och Vitryssland debuterade vid dessa spel. Av dessa 24 länder som debuterade vid sommarspelen hade 10 stycken debuterat vid vinterspelen 1994 i Lillehammer.
| | | | |
| - Afghanistan - Albanien - Algeriet - Amerikanska Jungfruöarna - Amerikanska Samoa - Andorra - Angola - Antigua och Barbuda - Argentina - Armenien - Aruba - Australien - Azerbajdzjan - Bahamas - Bahrain - Bangladesh - Barbados - Belgien - Belize - Benin - Bermuda - Bhutan - Bolivia - Bosnien och Hercegovina - Botswana - Brasilien - Brittiska Jungfruöarna - Brunei - Bulgarien - Burkina Faso - Burma - Burundi - Caymanöarna - Centralafrikanska republiken - Chile - Colombia - Cooköarna - Costa Rica - Cypern - Danmark - Djibouti - Dominica - Dominikanska republiken - Ecuador - Egypten - Ekvatorialguinea - Elfenbenskusten - El Salvador - Estland - Etiopien | - Fiji - Filippinerna - Finland - Frankrike - Förenade arabemiraten - Gabon - Gambia - Georgien - Ghana - Grekland - Grenada - Guam - Guatemala - Guinea - Guinea-Bissau - Guyana - Haiti - Honduras - Hongkong - Indien - Indonesien - Irak - Iran - Irland - Island - Israel - Italien - Jamaica - Japan - Jemen - Jordanien - Jugoslavien - Kambodja - Kamerun - Kanada - Kap Verde - Kazakstan - Kenya - Kina - Kinesiska Taipei - Kirgizistan - Komorerna - Kongo-Brazzaville - Kroatien - Kuba - Kuwait - Laos - Lesotho - Lettland | - Libanon - Liberia - Libyen - Liechtenstein - Litauen - Luxemburg - Madagaskar - Makedonien - Malawi - Malaysia - Maldiverna - Mali - Malta - Marocko - Mauretanien - Mauritius - Mexiko - Moçambique - Moldavien - Monaco - Mongoliet - Namibia - Nauru - Nederländerna - Nederländska Antillerna - Nepal - Nicaragua - Niger - Nigeria - Nordkorea - Norge - Nya Zeeland - Oman - Pakistan - Palestina - Panama - Papua Nya Guinea - Paraguay - Peru - Polen - Portugal - Puerto Rico - Qatar - Rumänien - Rwanda - Ryssland - Saint Kitts och Nevis - Saint Lucia - Saint Vincent och Grenadinerna | - Salomonöarna - San Marino - São Tomé och Príncipe - Saudiarabien - Schweiz - Senegal - Seychellerna - Sierra Leone - Singapore - Slovakien - Slovenien - Somalia - Spanien - Sri Lanka - Storbritannien - Sudan - Surinam - Sverige - Swaziland - Sydafrika - Sydkorea - Syrien - Tadzjikistan - Tanzania - Tchad - Thailand - Tjeckien - Togo - Tonga - Trinidad och Tobago - Tunisien - Turkiet - Turkmenistan - Tyskland - Uganda - Ukraina - Ungern - Uruguay - USA - Uzbekistan - Vanuatu - Venezuela - Vietnam - Vitryssland - Västra Samoa - Zaire - Zambia - Zimbabwe - Österrike |

## Maskot
Spelens maskot var den abstrakta animerade karaktären med namnet Izzy. Till skillnad från de tidigare maskotarna var Izzy en datordesignad fantasifigur.